# Fútbol en los sellos postales
Fútbol en los sellos postales es el nombre de la temática (subsección de la filatelia deportiva) del coleccionismo relacionado con el fútbol, justas deportivas, mundo de los campeonatos y otras competencias futbolísticas, conocimiento de los jugadores, de los estadios, de las asociaciones o clubes y su organización, y todo lo relacionado con ellos.

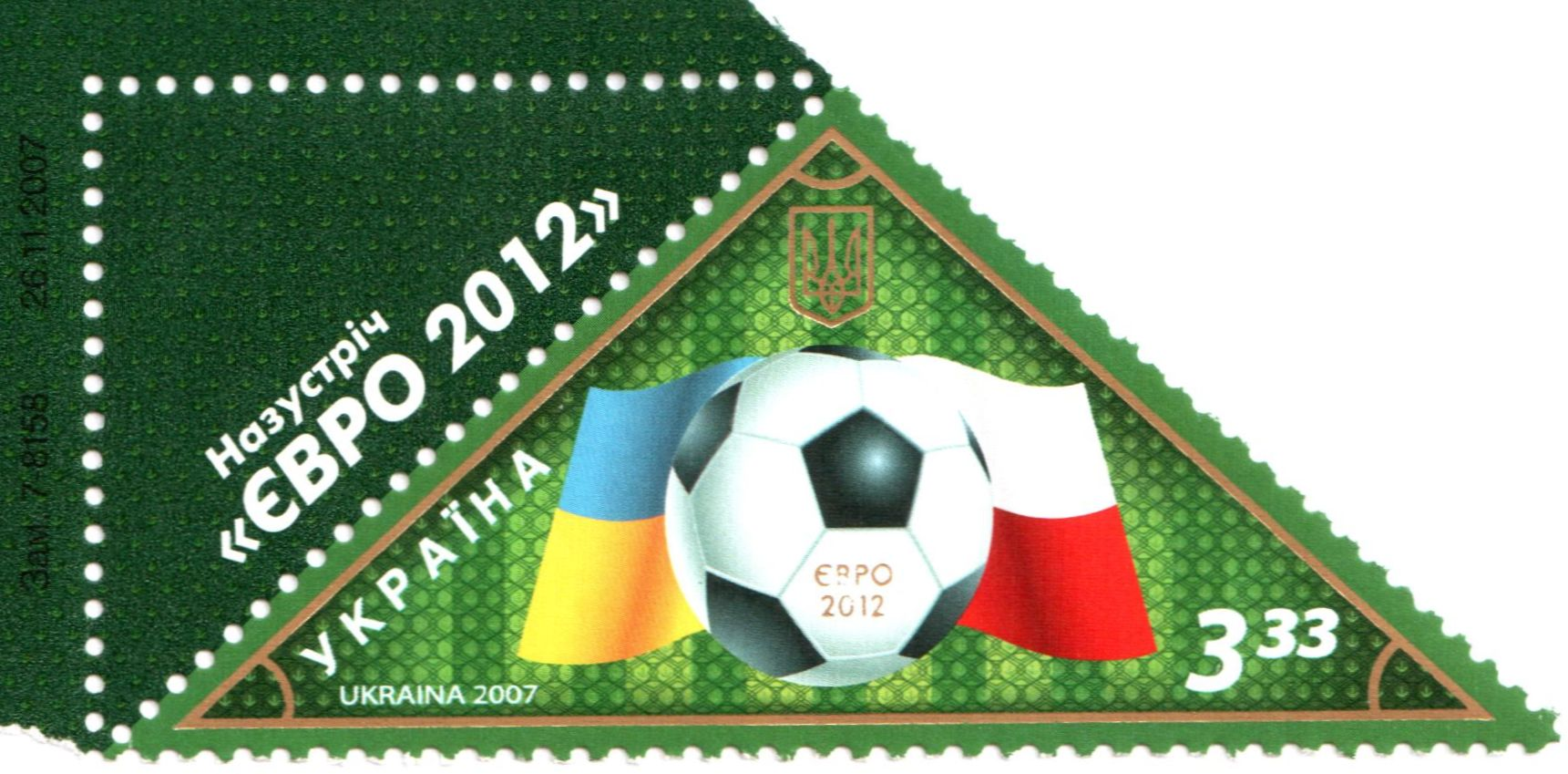
Eurocopa 2012. Sello conmemorativo de Ucrania, 2007
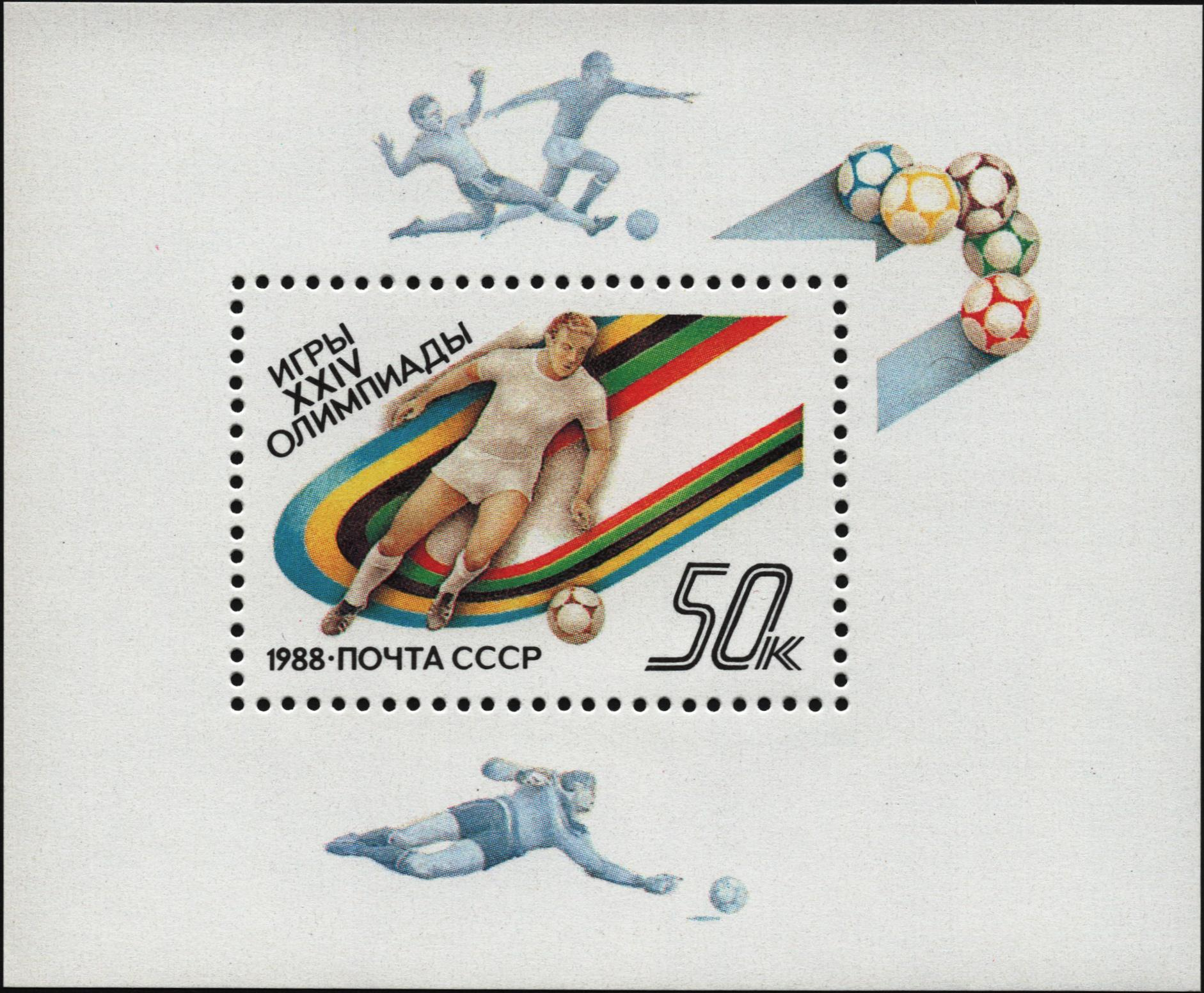
XXIV Juegos Olímpicos. Hoja bloque de la URSS, 1988
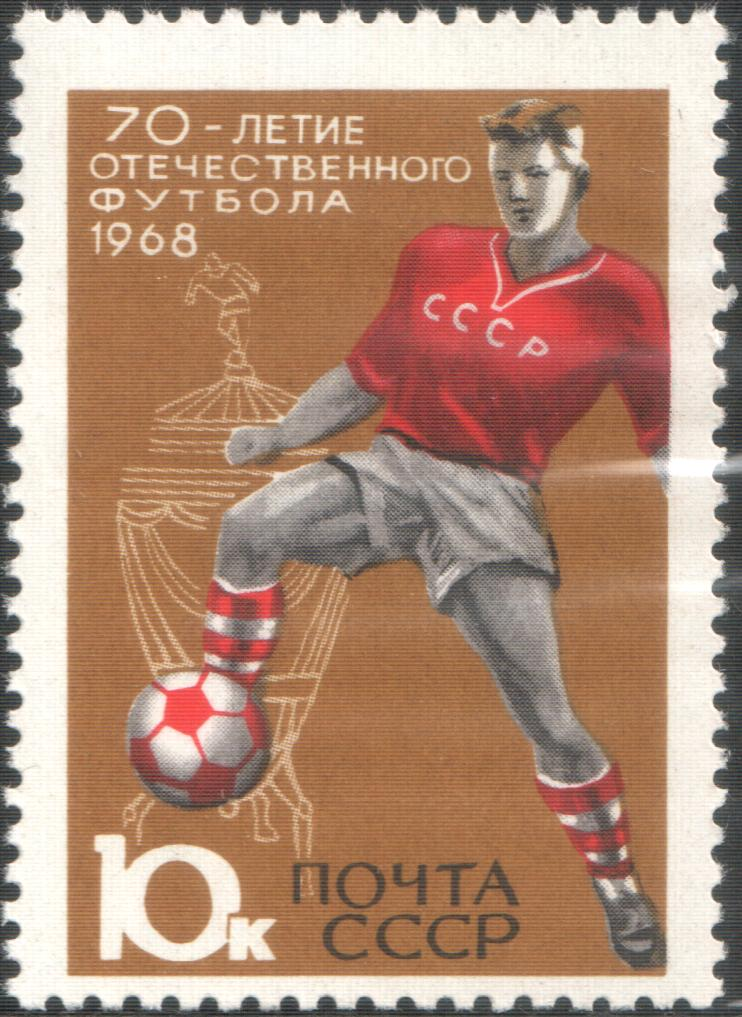
70 aniversario del futbol ruso